# Guntramsdorf
Guntramsdorf is een gemeente in de Oostenrijkse deelstaat Neder-Oostenrijk, gelegen in het district Mödling (MD). De gemeente heeft ongeveer 8400 inwoners.

## Geografie
Guntramsdorf heeft een oppervlakte van 14,86 km². Het ligt in het noordoosten van het land, vlak onder de hoofdstad Wenen.
Achau · Biedermannsdorf · Breitenfurt bei Wien · Brunn am Gebirge · Gaaden · Gießhübl · Gumpoldskirchen · Guntramsdorf · Hennersdorf · Hinterbrühl · Kaltenleutgeben · Laab im Walde · Laxenburg · Maria Enzersdorf · Mödling · Münchendorf · Perchtoldsdorf · Vösendorf · Wiener Neudorf · Wienerwald
- Gemeinsame Normdatei: 4336333-7
- Library of Congress Control Number: n89119014
- MusicBrainz: f7b5b99b-b9ca-42bd-a969-b2bed5f0b486
- Nationale Bibliotheek van Israël: 987007567580005171
- Virtual International Authority File: 168728264
- WorldCat: E39PBJcgBkj8Bbbrr6wvt7jQv3